# Cordillera Wasatch
La cordillera Wasatch o montes Wasatch (en inglés: Wasatch Range) es una cordillera que se prolonga aproximadamente 260 kilómetros desde la frontera de los estados de Utah e Idaho hacia el sur a través del centro de Utah, en la parte occidental de los Estados Unidos de América. Se considera generalmente el borde occidental de las grandes Montañas Rocosas, y el borde este de la región de la Gran Cuenca. La parte norte de la cordillera Wasatch, los montes Bear River, se extienden por Idaho, constituyendo toda la cordillera Wasatch en aquel estado.
Según la Enciclopedia de la Historia de Utah, Wasatch en el idioma de la tribu ute significa «paso de montaña» o «paso bajo sobre la gran cordillera».

## Historia
Desde los primeros tiempos del asentamiento, la mayoría de la población de Utah ha escogido establecerse a lo largo del frente occidental de la cordillera, donde los numerosos avenamientos del río bajan de las montañas. Las montañas eran una fuente vital de agua, madera, y granito para los primeros pobladores. En la actualidad, el ochenta y cinco por ciento de la población de Utah vive en un radio de 24 kilómetros de la cordillera Wasatch. Esta concentración es comúnmente conocida como el área urbana Wasatch Front (Frente Wasatch) y tiene una población de aproximadamente 2 000 000 de habitantes. Salt Lake City está situada entre los montes Wasatch y el Gran Lago Salado.
Con 3636 m, el monte Nebo, un pico triple que se eleva sobre Nephi (Utah), al final del sur de la cordillera, es el pico más alto de los montes Wasatch. En muchos lugares las montañas se elevan desde la base del valle, situada a 1320 m de altitud, a más de 3500 m, produciendo escarpadas pendientes. Este abrupto relieve local recuerda a algunos amantes del montañismo la similar pronunciada subida de la cordillera Teton, 400 km al norte de los Wasatch, en Wyoming. Otras cimas notables incluyen el monte Timpanogos, un monumental pico que se eleva sobre Provo; el pico Solitario, el monte Olimpo, los picos Dobles, que pasan sobre Salt Lake City; y el monte Ben Lomond, al norte de Ogden, Utah.
Puesto que estos picos se elevan por debajo de los 3700 m, las cumbres de los Wasatch no son especialmente altas comparadas con las Rocosas de Colorado, o con los montes Uinta, otra parte importante de las Montañas Rocosas en Utah. La cordillera todavía es esculpida por glaciares, haciéndola notablemente escarpada, recorriendo el paisaje de la altiplanicie de forma similar a otras cordilleras del oeste de Norteamérica.
Esta cadena montañosa recibe fuertes precipitaciones de nieve, en muchos sitios por encima de los 1300 cm anuales. Estas abundantes nevadas, con su desagüe, hizo posible el éxito del asentamiento mormón en este lugar, permitiendo la próspera creación de aproximadamente 25 ciudades a lo largo de casi 160 kilómetros de la fachada de la montaña. Muchas estaciones de esquí en los Wasatch aprovechan estas nevadas, entre las que se encuentran Alta, Snowbird, Brighton, Solitude, Sundance y Snowbasin. Debido a su baja humedad relativa durante el invierno, junto con el efecto lago añadido del Gran Lago Salado, la nieve tiene una textura seca, en polvo, que la mayor parte del sector de recursos de esquí local de gusta denominar de forma pretenciosa como «¡la mejor nieve en la tierra!». Los Juegos Olímpicos de Salt Lake City 2002 hicieron un buen uso de esta nieve de alta calidad.
Algunos cañones densamente poblados de vegetación de los Wasatch en el área del pico Solitario, principalmente el Little Cottonwood, tienen un buen número de afloramientos de granito de alta calidad, que los convierten en un área popular de escalada, como el Pfeifferhorn. El cañón Big Cottonwood ofrece una escalada más complicada en cuarcita.
Los estrechos cañones, densamente poblados de vegetación de la cordillera Wasatch, como el Big Cottonwood y el Little Cottonwood son muy visitados; el 25 de septiembre de 2005, 1200 coches entraron en el Little Cottonwood en el espacio de una hora. Los cañones están localizados dentro de un radio de 39 kilómetros del centro de la ciudad Salt Lake City y las carreteras pavimentadas pueden alcanzar los 1500 m de altitud por encima de los 1200 m de altitud de la ciudad, dentro de esa misma corta distancia. Los caminos de tierra fácilmente utilizables por turismos de pasajeros con un ancho moderado llegan hasta Park City, Heber y el cañón Big Cottonwood. Esto permite llegar a aproximadamente a unos 3000 m por encima del nivel del mar, proporcionando impresionantes vistas de largo alcance del país.

## Geología e historia natural
El monte Nebo, su pico más alto, está localizado en el borde del sur de la cordillera. Aquí la provincia topográfico o geológica Wasatch Rocky Mountain comienza a extenderse en la parce central de la Gran Cuenca en Utah y de la meseta del Colorado, otras dos enormes provincias topográficas que cubren el resto del estado de Utah y se extienden por los estados contiguos. La meseta del Colorado llega a su esquina noroeste cuando encuentra el final del sur de las Utah Rockies. Inmediatamente al oeste de ambas, comienza la provincia de Cuenca y Cordillera y se estira hacia el oeste a través de Utah y Nevada hasta alcanzar la región de Reno-lago Tahoe, donde la Gran Cuenca termina y comienza la Sierra Nevada.

## Recreo
Además de los recursos de esquí de clase mundial, la cordillera Wasatch es sede también de una multitud de otras actividades al aire libre. Cientos de kilómetros de rutas de ciclismo de montaña y senderismo atraviesan cañones y valles alpinos de los Wasatch ofreciendo acceso a las zonas montañosas a muy poca distancia de una gran área metropolitana.
Los aficionados a las actividades al aire libre también pueden encontrar escalada en roca de clase mundial y montañismo en altas torres de granito y picos de cuarcita y en muchos de los cañones circundantes. El turismo de invierno incluye excelentes pistas de esquí sin remonte mecánico y de esquí de montaña.
Los arroyos y lagos alpinos ofrecen oportunidades de pesca a veces algo sobreexplotadas. El Wasatch Mountain Club programa actividades regulares que permiten vivir la experiencia de la cordillera Wasatch. La Utah Native Plant Society dirige con regularidad paseos a partir de la primavera hasta la caída a lo largo de las estribaciones del Wasatch Front central y a los cañones contiguos. Un lugar particularmente espectacular para las flores silvestres a finales del verano es la Albion Basin en lo alto del cañón Little Cottonwood.

## Imágenes

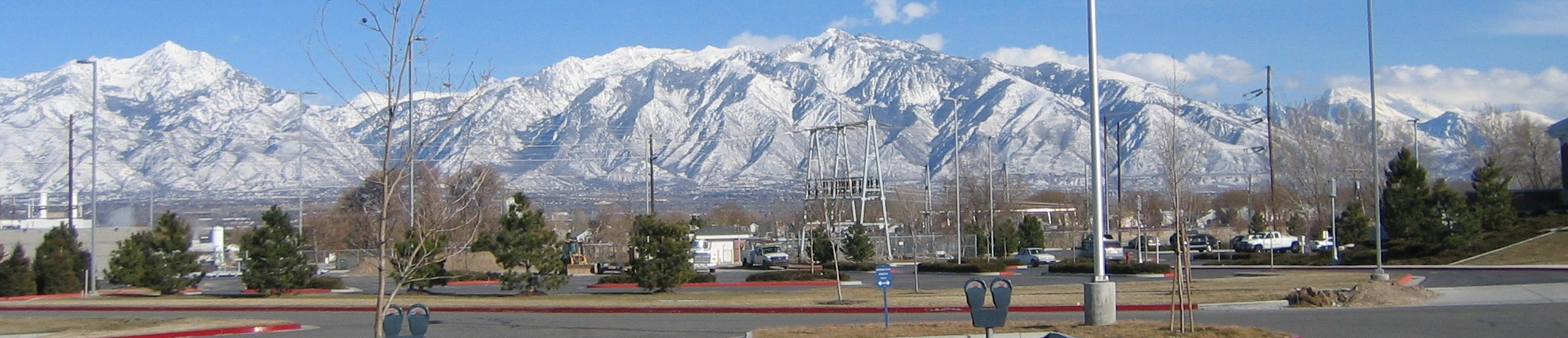
El Valle de Salt Lake, mostrando, de izquierda a derecha, Twin Peaks (3502 m), Lone Peak (3430 m), y Monte Timpanogos (3573 m) cubierto de nubes en la esquina superior derecha. Twin Peaks tienen una subida de 2164 m desde la base del valle. El fondo del valle que se muestra está casi completamente urbanizado.

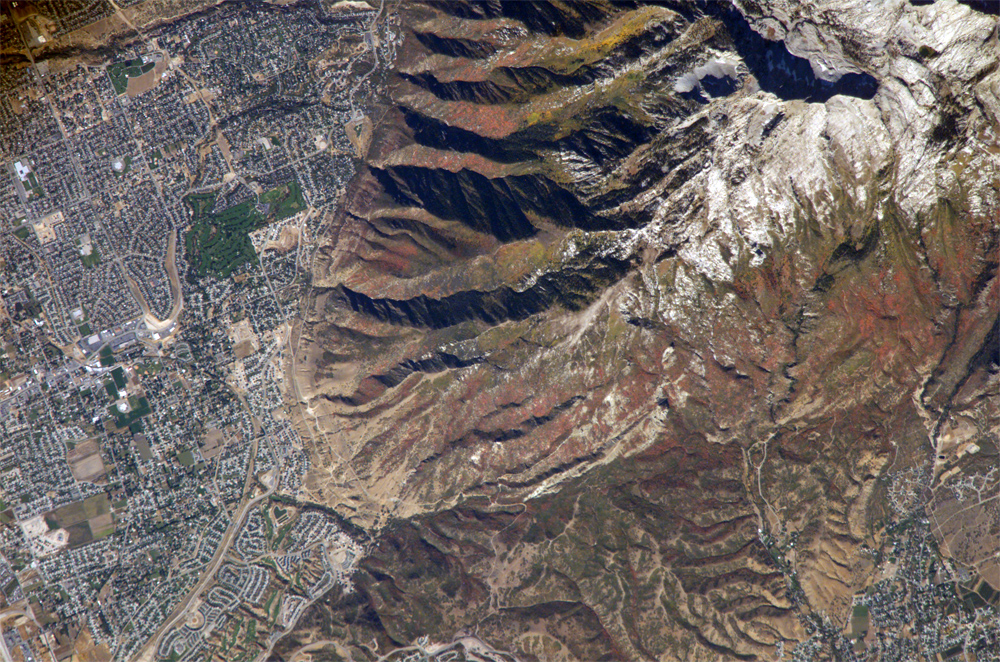
Los montes Wasatch vistos desde el espacio. Draper se encuentra a lo largo del oeste y Lone Peak proyecta su sombra en la parte superior derecha.
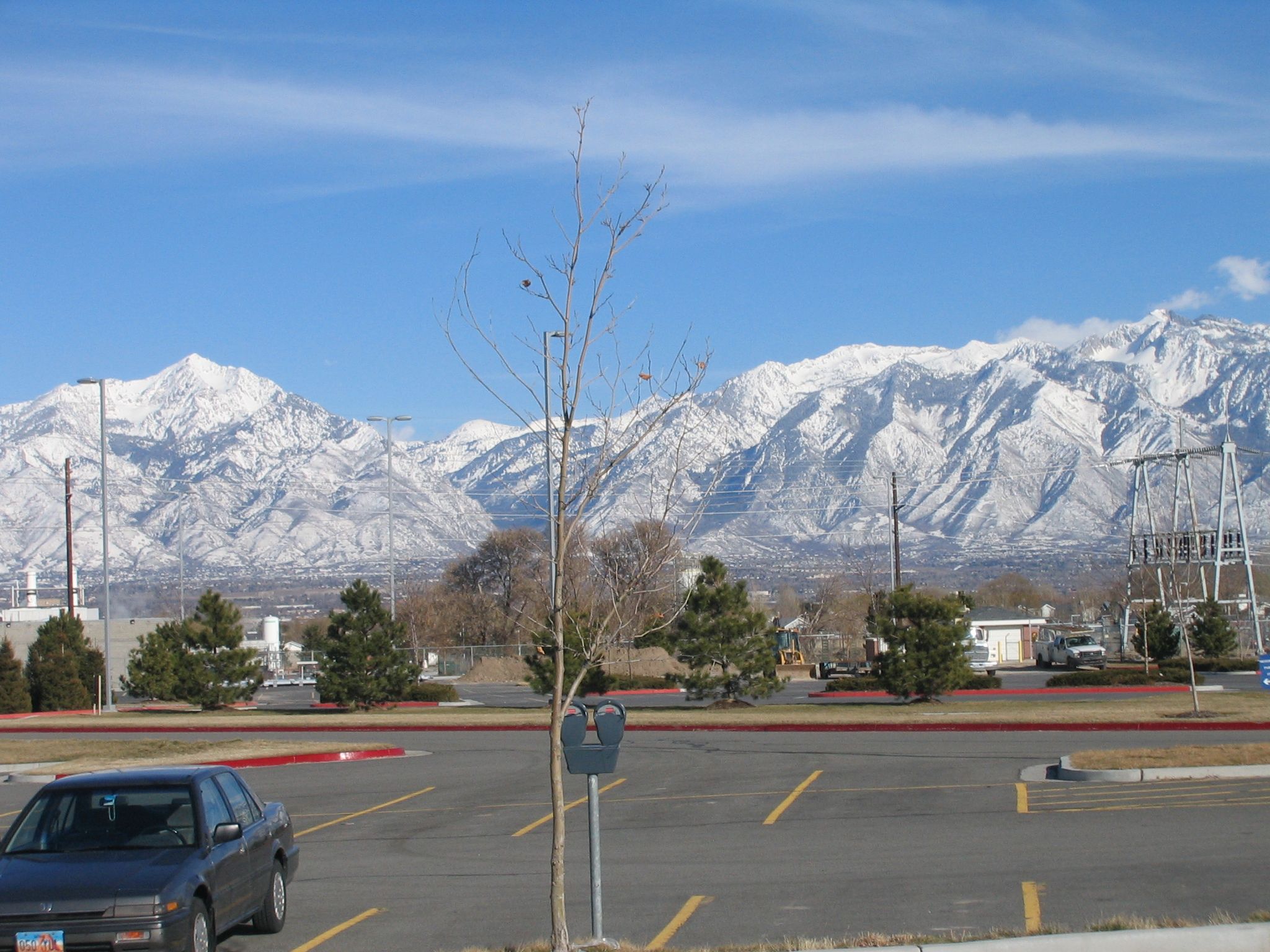
Vista de la cordillera desde el Jordan Campus del Salt Lake Community College.
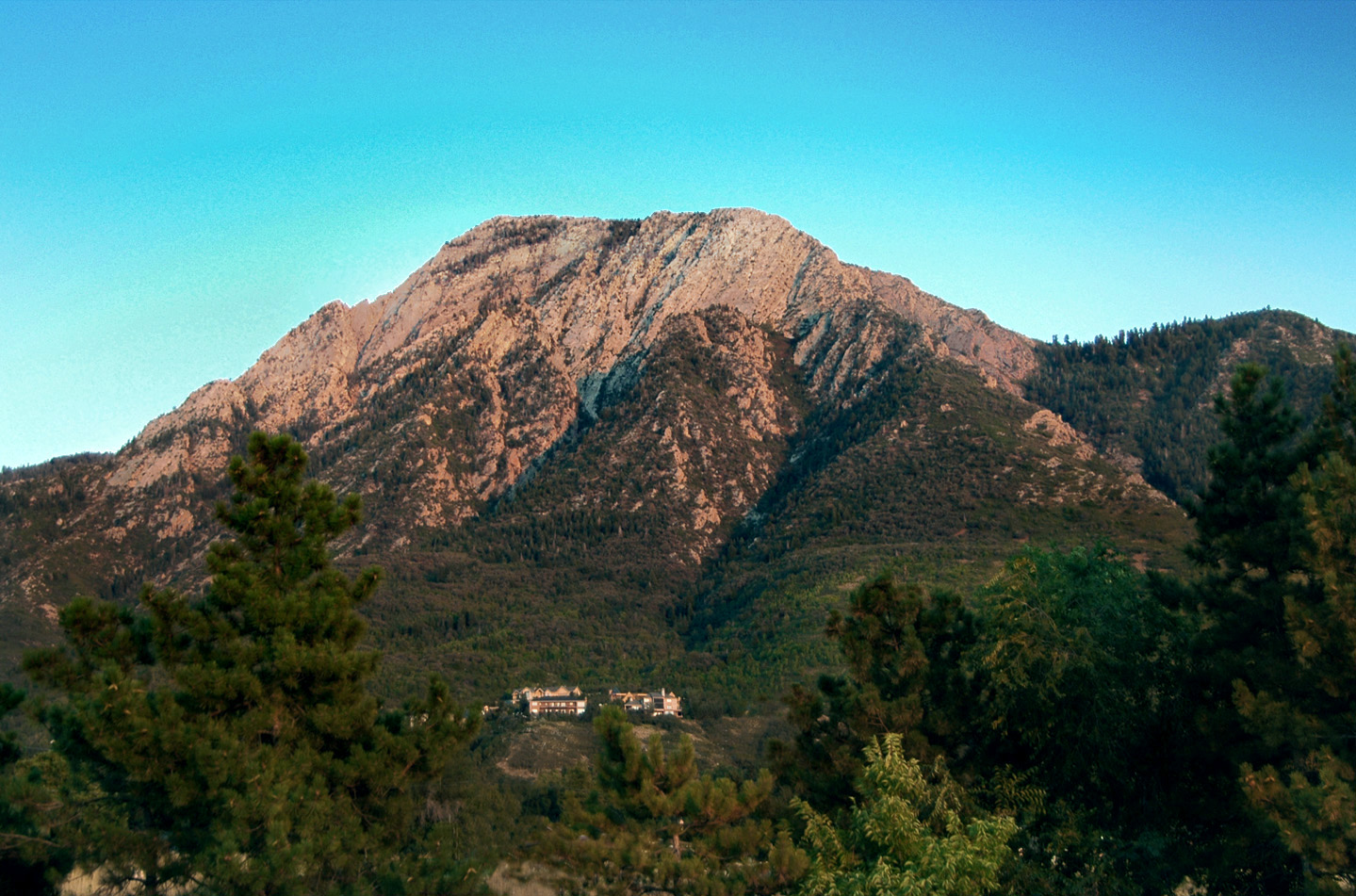
Monte Olimpo, una prominente y reconocible montaña de la cordillera, visible desde la mayor parte del norte del valle de Salt Lake.
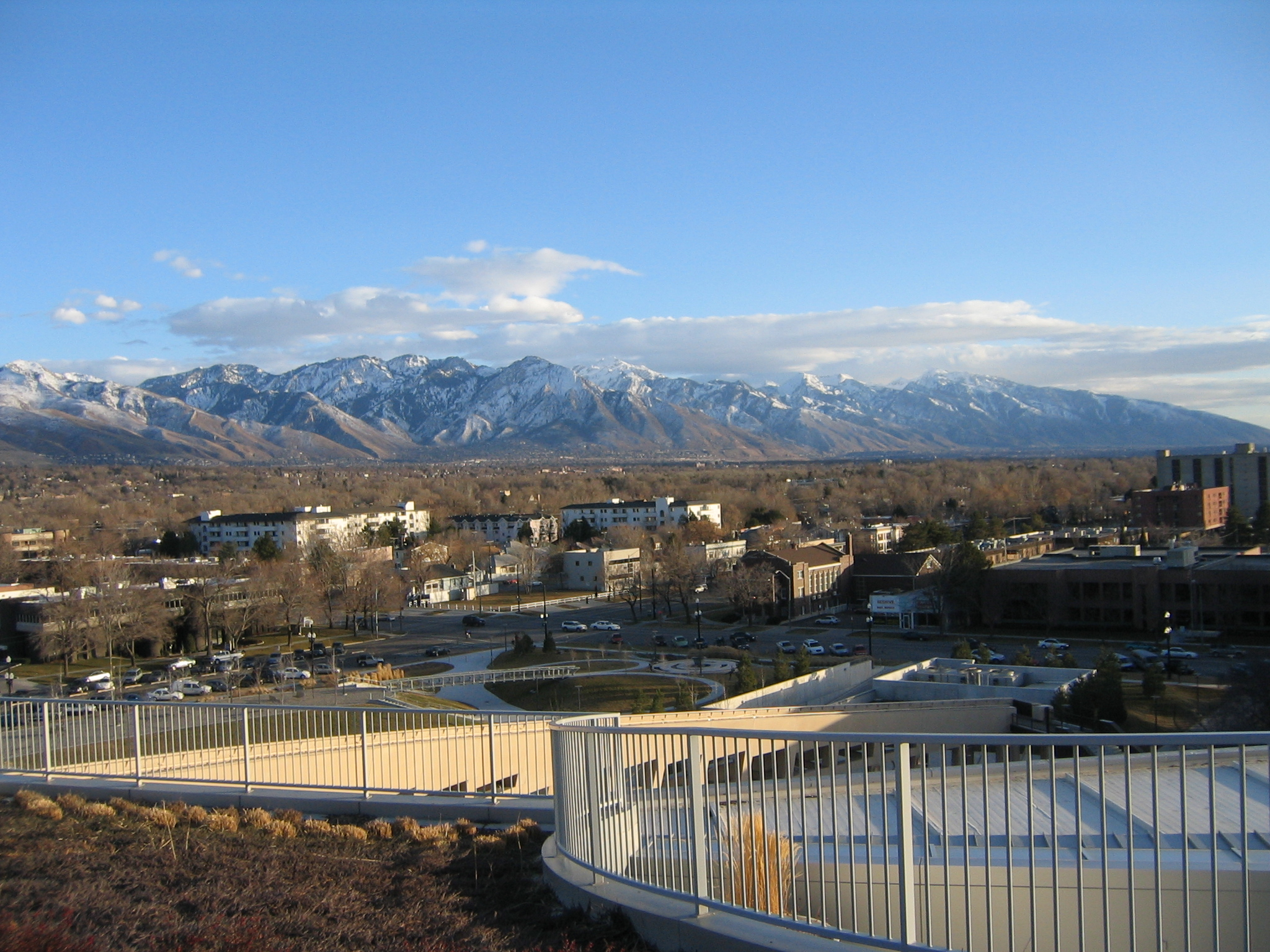
Vista de la cordillera desde la biblioteca pública de Salt Lake City.